# Hangtom
Hangtoms of hangende tom-toms zijn een aantal trommels die door middel van een ophangingssysteem boven op de basdrum zijn gemonteerd.
Hangtoms bestaan er in verschillende maten. Veel voorkomende maten zijn de 10-, 12- en 13-inch-toms.
Bij de soundcheck zullen de toms vaak als derde element worden afgeregeld, na de kick of basdrum en de snare. De geluidsman vraagt in principe eerst naar de kleinste tom ("tom-tom 1") en vervolgens de grotere toms. Doorgaans wordt de floortom ook als tom-tom gezien.